# Klin (Tatry Wysokie)
Klin (słow. Klin) – szczyt o wysokości 2183 m n.p.m. znajdujący się w słowackich Tatrach Wysokich. Stanowi on kulminację krótkiej grani, którą Tępa wysyła na południe. Grań ta oddziela Dolinę Stwolską od Doliny Wielkiej Huczawy. Od Tępej Klin jest oddzielony płytko wciętą Przełęczą pod Klinem.
Wierzchołek Klina jest bardzo łatwo dostępny, jednak nie prowadzi na niego żaden znakowany szlak turystyczny. Autorem pierwszego wejścia jest najprawdopodobniej anonimowy myśliwy, gdyż już w XIX w. obszar ten należał do popularnych terenów myśliwskich. Obecnie zboczem Klina biegnie fragment czerwono znakowanej Magistrali Tatrzańskiej. Zimą jako pierwszy jego wierzchołek zdobył Alfred Martin, który dokonał tego 14 lutego 1906 r.

## Szlaki turystyczne
– znakowana czerwono Magistrala Tatrzańska przebiegająca znad Popradzkiego Stawu przez Przełęcz pod Osterwą i Dolinę Stwolską do Batyżowieckiego Stawu.
- Czas przejścia znad Popradzkiego Stawu na przełęcz: 1:35 h, ↓ 50 min
- Czas przejścia z przełęczy do Batyżowieckiego Stawu: 1:40 h w obie strony